# Rue des Quêteurs
La rue des Quêteurs (en occitan : carrièra dels Quistans de la Mercé) est une voie de Toulouse, chef-lieu de la région Occitanie, dans le Midi de la France.

## Situation et accès

### Description
La rue des Quêteurs est une voie publique. Elle se trouve dans le quartier Arnaud-Bernard.
La chaussée compte une seule voie de circulation en sens unique. La première partie, entre la rue Lascrosses et la rue Léonce-Castelbou, appartient à une zone de rencontre, où la vitesse est limitée à 20 km/h, tandis que la seconde partie, entre la rue Léonce-Castelbou et la rue Arnaud-Bernard, appartient a une aire piétonne, où la circulation est règlementée et la vitesse limitée à 6 km/h. Il n'existe pas de bande, ni de piste cyclable, quoiqu'elle soit à double-sens cyclable sur toute sa longueur.

### Voies rencontrées
La rue des Quêteurs rencontre les voies suivantes, dans l'ordre des numéros croissants (« g » indique que la rue se situe à gauche, « d » à droite) :
1. Rue Lascrosses
2. Rue Léonce-Castelbou (g)
3. Rue Arnaud-Bernard

## Odonymie

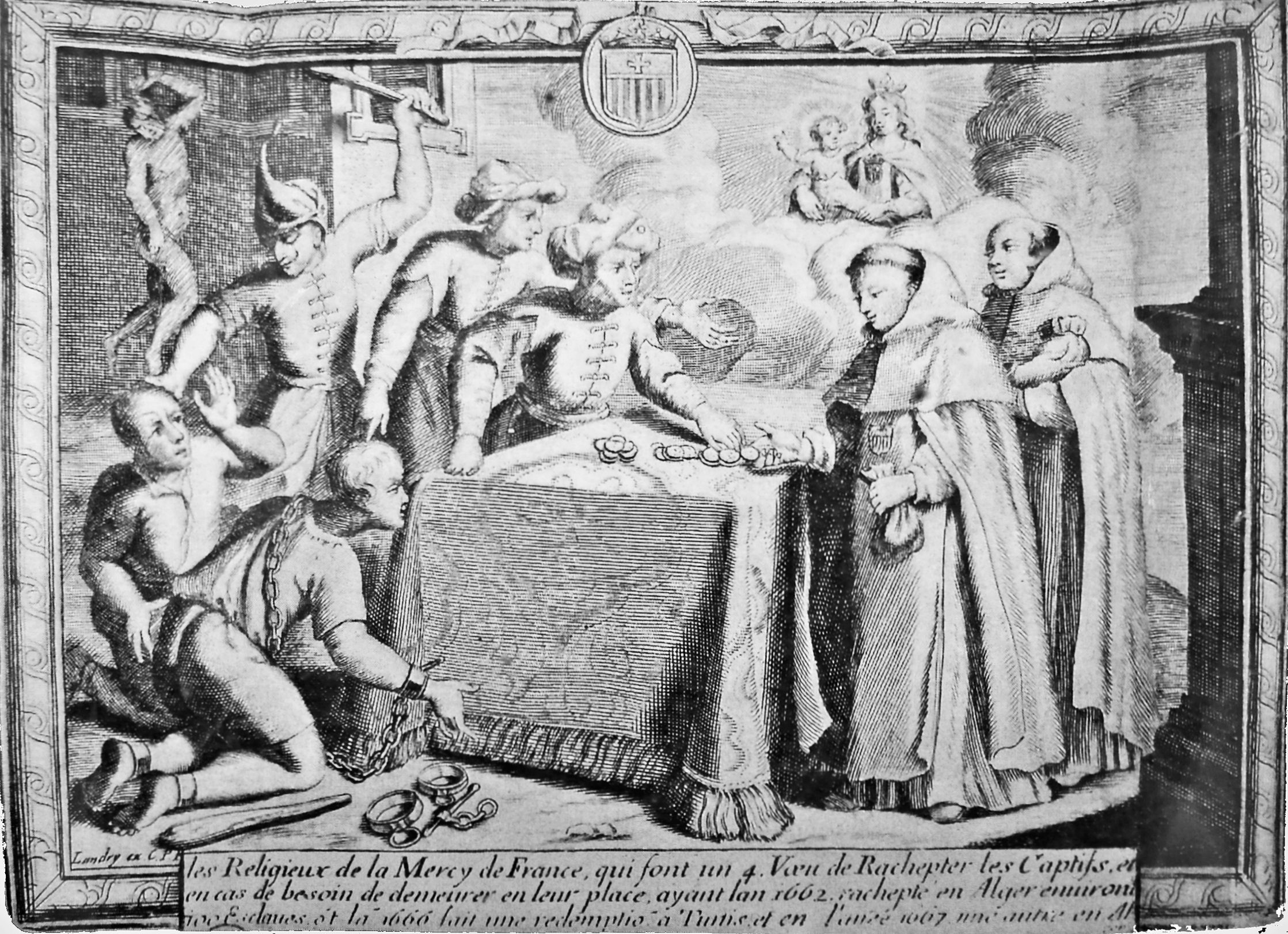
Les Religieux de la Mercy de France..., gravure anonyme (deuxième moitié du XVIIe siècle)

Le nom de la rue est la traduction du nom qu'elle portait déjà au XVe siècle : rue des Quistans (quistans, « ceux qui quêtent », « quêteurs » en occitan). Elle le devait à la présence du monastère des Quêteurs, religieux de l'ordre de la Merci qui quêtaient dans les villes pour le rachat des chrétiens captifs des pirates barbaresques et réduits en esclavage. 
Elle porta au XIVe siècle le nom de rue d'En-Noguier, du nom d'un important habitant du lieu (en, « seigneur » en occitan). Le nom se déforma à partir de la fin du XVe siècle et elle fut la rue Noguières ou de Noguiers et finalement, au XVIe siècle, rue des Noyers. On l'appelait parfois rue Fiquebroque (peut-être fica broca, « plante vigne » en occitan) du nom du terrain qui s'étendait entre la rue Lascrosses, la rue des Quêteurs et la place Arnaud-Bernard,. En 1794, pendant la Révolution française, on l'appela rue Préservative, mais ce nom ne subsista pas et, en 1806, on lui rendit son nom sous la forme francisée de rue des Quêteurs.

## Histoire

### Moyen Âge et période moderne
Au Moyen Âge, le quartier de la rue des Quêteurs se trouve dans la campagne, hors de l'enceinte de la ville, au-delà de la Porterie, la porte nord (emplacement de l'actuelle place du Capitole). Dans la première moitié du XIIe siècle, lorsque se développe et s'urbanise un véritable bourg autour de l'abbaye Saint-Sernin, ce n'est encore qu'un simple chemin rural, qui se trouve au-devant de la première enceinte du bourg Saint-Sernin, entre la première porte de las Croses (emplacement de l'actuel no 12 place Saint-Julien) et la première porte Arnaud-Bernard (emplacement de l'actuel no 15 rue Arnaud-Bernard). Ce n'est finalement que dans la première moitié du XIIIe siècle que l'enceinte du bourg est réaménagée plus au nord et les portes de Lascrosses et d'Arnaud-Bernard sont reconstruites plus loin (emplacement des actuels no 7 boulevard Lascrosses et no 9 place Arnaud-Bernard). Le quartier reste cependant particulièrement rural. La rue est bordée par quelques maisons et des champs, comme les vignes de Fiquebroque du côté nord. 
Au XIVe siècle, les terrains au nord de la rue appartiennent aux religieux du couvent de l'ordre de la Merci, dont l'église et les bâtiments se trouvent sur la place Arnaud-Bernard (emplacement des actuels no 1 à 7). Les religieux, que les Toulousains surnomment les Quêteurs, s'étaient d'abord hors de la ville, dans le faubourg qui s'étend au-delà de la porte Arnaud-Bernard entre 1247 et 1257, probablement avec le soutien du roi de France, Louis IX. En 1356, dans le contexte de la guerre de Cent Ans, ils ont déplacé leur couvent au nord du bourg Saint-Sernin, un quartier qui compte déjà de nombreux couvents. Mais surtout, les Quêteurs se trouvent en concurrence avec les religieux de la Trinité, qui avaient au XIIIe siècle leur couvent hors des murs, près du Château narbonnais, et se sont installés en 1362 au cœur de la ville, à proximité de la Grand-rue (emplacement de l'actuel no 8 rue de la Trinité). Ils partagent en effet la vocation de racheter les chrétiens captifs et esclaves en terre d'Islam et il en résulte une véritable concurrence entre les deux ordres religieux. 
Au début du XVIIe siècle ressurgit l'opposition entre les Quêteurs et les Trinitaires, le conflit religieux étant renforcé par un arrière-plan politique. En effet, le supérieur de l'ordre de la Merci, Alonso Monroy, est un Espagnol, et le roi Henri IV se méfie de l'influence espagnole. Un procès sur la destination des héritages indéterminés éclate devant le Parlement de Toulouse en 1603 et aboutit en 1606 à la remise en cause de l'ensemble des privilèges des Trinitaires, mais le Parlement de Paris intervient avec le soutien du roi en 1608 pour rétablir l'équilibre en faveur des Trinitaires. 

### Époque contemporaine
Entre 1895 et 1902, la petite impasse Lascrosses est prolongée du boulevard Lascrosses jusqu'à la rue des Quêteurs et on lui donne le nom de Léonce-Castelbou. S'il est d'abord prévu de la prolonger jusqu'à la place des Tiercerettes, le projet en est finalement abandonné. Au milieu du XXe siècle, on y trouve plusieurs hôtels – l'hôtel Maurice (actuel no 19), l'hôtel du Marché (actuel no 21).

## Patrimoine et lieux d'intérêt

### Immeubles et maisons
- no  5-5 bis : résidence Georges-V (vers 1962, Édouard Weiler)[12].
- no  13 : maison (début du XXe siècle)[13].
- no  32 : maison en corondage (XVIIIe siècle)[14].